# Novoslobidka (Dolînske), Zaporijjea
Novoslobidka (în ucraineană Новослобідка, în germană Rosenhart) este un sat în comuna Dolînske din raionul Zaporijjea, regiunea Zaporijjea, Ucraina. Satul a fost locuit de germanii pontici.   

## Demografie
Componența lingvistică a localității Novoslobidka
     Ucraineană (83,58%)
     Rusă (16,24%)
     Alte limbi (0,18%)
Conform recensământului din 2001, majoritatea populației localității Novoslobidka era vorbitoare de ucraineană (83,58%), existând în minoritate și vorbitori de rusă (16,24%).